# Javier Ovalle Errázuriz
Javier Ovalle Errázuriz (Santiago de Chile, 15 de febrero de 1798 - Santiago de Chile, 24 de julio de 1857) fue un político chileno. 

## Primeros años de vida
Hijo de don Ramón Ovalle Vivar y su primera esposa, doña Francisca Errázuriz Aldunate. Posteriormente, en 1809, su tía, Mercedes Errázuriz Aldunate pasa a ser su madrastra al contraer ésta segundias nupcias con su padre.
Estudió en el Instituto Nacional y luego se dedicó a la agricultura de la hacienda de su padre en Maipo.

### Matrimonio
Contrajo matrimonio con Isabel Vicuña Aguirre, hija del expresidente del Senado, Francisco Ramón Vicuña Larraín.

## Vida política
La relación con su suegro no era de las mejores, ya que Javier Ovalle pertenecía a una familia conservadora, de hecho, en 1829, siendo su suegro Presidente del Senado, Javier fue elegido diputado suplente por Rancagua y Maipo, aunque no tuvo oportunidad de incorporarse en propiedad.
Tras el triunfo de los pelucones en la Guerra Civil de 1829-1830, se trasladó a Santiago. Integró las cúpulas del Partido Conservador, fue elegido en 1831 diputado propietario por San Felipe y Los Andes. Reelegido por el mismo departamento en 1837. Electo diputado por Quillota en 1843, y por Santiago en 1849.